# Docklands Light Railway
A Docklands Light Railway (DLR) egy Kelet-Londonban elhelyezkedő városi gyorsvasúti hálózat. Leginkább a magyar HÉV-hez hasonlatos, azzal a fontos különbséggel, hogy a vonalak egybefüggő hálózatot alkotnak. Érdekességei közé tartozik, hogy a vonatok vezető nélkül közlekednek. Noha metrónak nem igazán tekinthető (bár hasonló ahhoz), ennek ellenére a londoni metrótérképeken rendszerint szerepel. Jelölése zöldeskék, a Waterloo&City Line-nál sötétebb színű.
A hálózatot 1987. augusztus 31-én nyitották meg. A teljes hálózat összesen 45 állomásból áll, teljes hossza 38 kilométer, és jelenleg is folyamatban van új vonalszakaszok és állomások tervezése. A vonatokon naponta átlagosan 340 000 ember utazott 2017-ben. A 2019 és 2020 közti egy éves időszakban összesen 117 millió utas vette igénybe a vonatokat. A járatok általában 4-10 percenként követik egymást, valamennyi viszonylatban.
Nagy jelentősége volt a 2012-es londoni olimpiai játékok idején, ugyanis a helyszínek legnagyobb részére ezzel volt a legkönnyebb eljutni.

## Viszonylatok
A hálózaton az alábbi viszonylatokban közlekednek a vonatok:
- Stratford - Lewisham
- Bank - Lewisham (Lewisham irányában a vonatok West India Quay állomáson nem állnak meg)
- Bank - Woolwich Arsenal (London-City repülőtér érintésével)
- Tower Gateway - Beckton
- Stratford International - Woolwich Arsenal
- Canning Town - Beckton (csak csúcsidőn kívül)

## Járművek
A DLR hálózatán a megnyitás óta három főtípus üzemelt: a P86/P89-esek 1987-től, illetve 1989-től 1995-ig, a B90/B92/B2K-es járművek 1991-93-tól közlekedtek, a B07 típusú legújabb típust pedig 2001-2002-ben helyezték üzembe Ezek alacsonypadlós, csuklós és kétirányú, elektromos motorvonatok (Electric Multiple Unit, EMU). A flotta meglehetősen korszerű, mindegyik jármű automata irányítású, tehát nincs bennük járművezető. Biztonsági okokból azért tartózkodik a vonaton egy jegyvizsgáló (kalauz), aki tájékoztatja az utasokat, kezeli a jegyeiket, és ha baj történne, akkor át tudja venni az irányítást a jármű felett.

## Díjszabás és díjszabási zónák
A DLR-t is a TfL (Transport for London) üzemelteti, tehát erre is érvényesek ugyanazon a jegyek, melyek az egyéb járműveken is használhatóak. A vonatok főként a 2-es és a 3-as zónában közlekednek, de rengeteg állomás található a két zóna határán, valamint a 2/3-as zónában. A hálózatigénybe vehető mind szokványos papírjeggyel, mind pedig az új chipkártyás rendszerrel, az Oyster card-dal

## Fordítás
- Ez a szócikk részben vagy egészben a Docklands Light Railway című angol Wikipédia-szócikk ezen változatának fordításán alapul.  Az eredeti cikk szerkesztőit annak laptörténete sorolja fel. Ez a jelzés csupán a megfogalmazás eredetét és a szerzői jogokat jelzi, nem szolgál a cikkben szereplő információk forrásmegjelöléseként.